# Harry Winks
Harry Billy Winks (født 2. februar 1996) er en engelsk professionel fodboldspiller, som spiller for Premier League-klubben Leicester City.

## Klubkarriere

### Tottenham Hotspur
Winks kom igennem ungdomsakademiet hos Tottenham Hotspur, og fik sin professionelle debut med klubben den 27. november 2014 i en Europa League-kamp imod Partizan. Han scorede sit første mål for klubben den 19. november 2016 i en Premier League-kamp imod West Ham United.
Winks begyndte fra 2016-17 sæsonen at etablere sig i truppen, dog at skadesproblemer begrænsede hans spilletid.

#### Leje til Sampdoria
Winks skiftede i august 2022 til Sampdoria på en lejeaftale med en købsoption. Optionen endte dog ikke med at blive taget, da Sampdoria rykkede ned fra Serie A i sæsonen.

### Leicester City
Winks skiftede i juni 2023 til Leicester City på en fast aftale. Han imponerede på sin debutsæson, og var med til at Leicester vandt Championship, hvilke var det første trofæ i hans karriere.

## Landsholdskarriere

### Ungdomslandshold
Winks har repræsenteret England på flere ungdomsniveauer.

### Seniorlandshold
Winks debuterede for Englands landshold den 8. oktober 2017.